# 張作霖爆殺事件ソ連特務機関犯行説

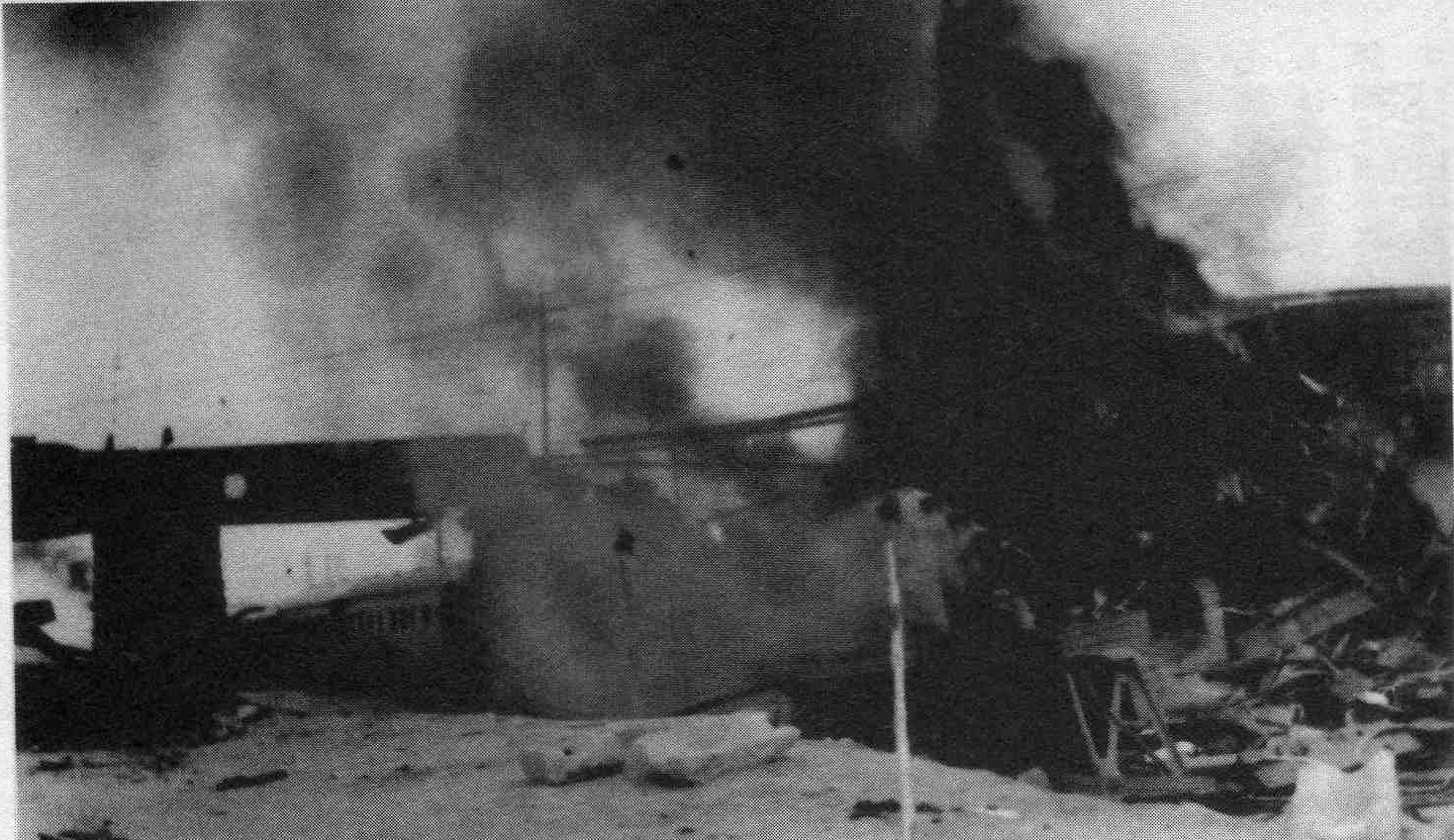
爆破直後の状況、列車の残骸から黒煙が上がっている

張作霖爆殺事件ソ連特務機関犯行説（ちょうさくりんばくさつじけんそれんとくむきかんはんこうせつ）とは1928年6月4日に発生した張作霖爆殺事件は、通説の日本人軍人であった河本大作による策謀ではなく、ソ連赤軍特務機関による犯行であるとする説である。ロシア人歴史作家のドミトリー・プロホロフが最初に主張した。

## 概要
ソビエト連邦の崩壊以前から旧ソ連・ロシアの特務機関活動を専門に執筆活動していた、ドミトリー・プロホロフは、2000年に共著『GRU帝国』を出版したが、そのなかで分析の結果として、張作霖殺害にソ連の特務機関が関与していることを唱えた。それによれば、ソ連の職業的諜報員だったナウム・エイチンゴンが日本軍の仕業に見せかけて実行したという説である。
2005年に出版されたユン・チアンとジョン・ハリデイの共著による『マオ 誰も知らなかった毛沢東』に、張作霖謀殺に関して「張作霖爆殺は一般的には日本軍が実行したとされているが、ソ連情報機関の資料から最近明らかになったところによると、実際にはスターリンの命令にもとづいてナウム・エイチンゴンが計画し、日本軍の仕業に見せかけたものだという」との記述がある。
プロホロフによれば、日本の支援で満州を支配していたが、ソ連政府は張作霖と1924年9月に「中国東北鉄道条約」を締結し友好関係を結んでいた。
しかし張作霖軍の鉄道代金未納が1400万ルーブルに及んだ為に、ソ連政府が鉄道使用禁止を通達したところ、張作霖はソ連人の鉄道管理官を逮捕し、実効支配したとしている。これら張作霖の反ソ的な姿勢に加え、ソ連が支援した対中国国民党に対する軍事行動に失敗したことから、1926年9月に張作霖排除を決行を決定しフリストフォル・サルヌインが立案し、特務機関のレオニード・ブルラコフによって奉天にある張作霖の宮殿に地雷を敷設して爆殺する計画を立てたが、ブルラコフらが逮捕されたため失敗した。
だが、張作霖が1928年に反ソ反共の満州共和国創設を日本政府と協議したことから、ソ連特務機関は再度暗殺計画を立案し、実行責任者としてナウム・エイチンゴンが任命され爆殺に成功したとしている。また、プロホロフは極東国際軍事裁判（東京裁判）で関東軍元幹部が犯行を認める証言をしたことについて「その幹部は戦後、ソ連に抑留され、ソ連国家保安省が準備した内容の証言をさせられた。日本が張作霖を暗殺しなければならない理由はなく、ソ連が実行した」と主張している。なお、プロホロフは2009年12月に訪日している。またアパグループの元谷外志雄代表はプロホロフの住むサンクトペテルブルクを訪問し彼と対談しているが、そのなかで実行犯の名指しはしていないが、日本軍の仕業に見せかけるために「日本軍に属していたエージェント（ソ連の工作員）が、サルヌインの指令を受けて、爆弾を仕掛けたと考えられます」と主張している。
また、中西輝政、加藤康男らはイギリスの秘密外交文書に、ソ連が事件を引き起こした可能性には一定の形跡があるとの指摘があるとする。その理由としてソ連は日本に劣らない満州進出・開拓計画を持っていたこと、1927年4月の在北京ソ連大使館襲撃以来、張作霖は万里の長城の内外でソ連に最も強硬に反抗してきたこと、ソ連は張作霖と日本を反目させ、間接的にソ連自身の計画を進展させたいと願っていたこと、張作霖の強い個性と中国での権利を守ろうとする決意は、ソ連が満州での野望を実現する上での一番の障害であったことなどを挙げている。そして、もっともあり得るシナリオは、ソ連がこの不法行為のお膳立てをし、日本に疑いが向くような場所を選び、張作霖に敵意を持つような人物を使った、ということだろう、と記載されているという。

## 日本での評価
現在の日本における張作霖爆殺をソ連の陰謀だとする主張は、管見の限り総て上記ドミトリー・プロホロフの提示した説に基づいている。

### 本説紹介直後の議論

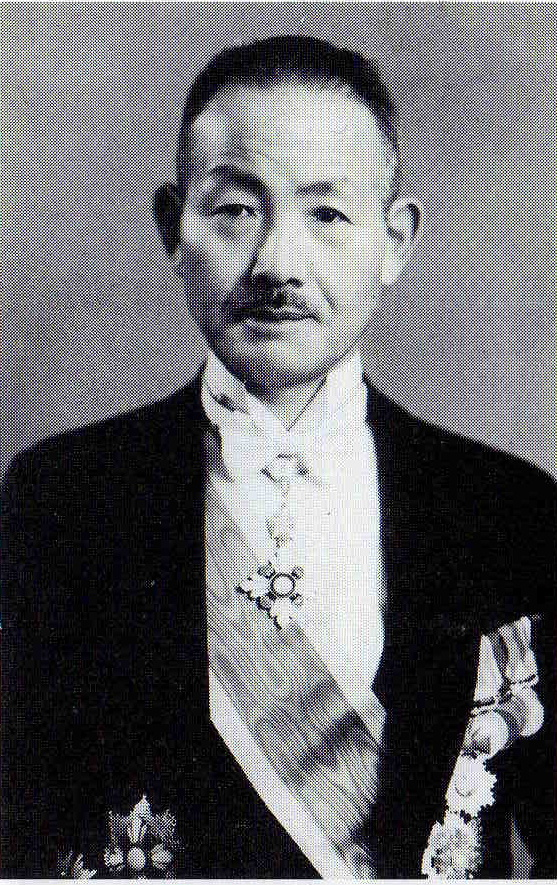
除隊後の河本大作

本説がユン・チアン『マオ 誰も知らなかった毛沢東』日本語訳版の中で簡単に触れられていたことから、2006年、一部ジャーナリズムで注目され、何人かの言論人の間で賛否双方の立場から議論が交わされたことがあった。
否定側の論者である秦郁彦は、肯定側が「事実や因果関係の論証」よりも「政治的次元でのキャンペーンを優先したせいで」「論点はあまり噛み合わなかった」としている。

#### 肯定論者の主張
中西輝政は著書『歴史の書き換えが始まった！』において、『文藝春秋』1954年12月号に載った「私が張作霖を爆殺した」（いわゆる、河本告白記）が、河本の義弟で作家の平野零児による口述筆記であり、平野が戦前は治安維持法で何度か警察に捕まったとされる人物であると主張し、事件に関する内容の「殆ど全部が伝聞資料」であるとし、文藝春秋に平野が持ち込んだ原稿ではないことや、当時の英国情報部も独自の調査でソ連犯人説を採用している事などを根拠にソ連の関与を肯定する主張をしている。
中西は文藝春秋の『諸君!』2006年6月号の瀧澤一郎（元防衛大学校教授）らによる『あの戦争の仕掛人は誰だったのか!?』と題する座談会の中の「張作霖爆殺の犯人はソ連諜報員か」との中で『日本側の史料として特に重要なのは、田中隆吉証言です。彼は東京裁判で「河本大佐の計画で実行された」などと検察側証人として証言していますが、その根拠はすべて伝聞で、特にこの人物の背景をもう一度掘り下げて調べる必要があります。またそれ以降に出た数々の「河本大佐供述書」も、二十数年後に中共が作成したもので信憑性はずいぶん低い』と主張している。中西はまた事件当時、英国の陸軍情報部極東課が調査し、ソ連の仕業だとの報告を本国へ報告。報告を受けた英国政府は日本政府が関東軍の仕業と判断した事を知り、念のために再調査した所、やはりソ連の謀略であるとの結論を出したと主張している。また河本がやったと主張したのは「そういう洗脳工作によって河本大作は本当に「自分でやった」と信じていたのかも知れません」とソ連工作員に洗脳されたと主張している。
この説を前述の「誰も知らなかった毛沢東」を根拠に「実証」されたものであると、田母神俊雄が「真の近現代史観」懸賞論文第一回最優秀藤誠志賞受賞論文および著作『田母神塾―これが誇りある日本の教科書だ』のなかで、爆破は下方の線路側からのものではないとの判断を根拠にソ連コミンテルン陰謀説を主張している。それによれば、張作霖が乗車していた客車の破壊は車両上部に集中している事から、車両の走る線路路盤に仕掛けた爆弾が炸裂したのではなく、上から攻撃されたとし、客車の上部が破損しているが、客車の足回りが破損していない。よって状況が違うから関東軍の関与はなかったと主張している。また加藤康男も『謎解き「張作霖爆殺事件」』の中で当時の写真を基に列車の上部が破壊し客室内部が焼損しているのに対し、客車の側面や足回りが破損しておらず、外部からの強い衝撃を受けたにも関わらず殆ど脱線もしていないことに疑問を呈している。
『正論』2006年5月号によれば、この謀殺は周到に計画されたものであり、日本軍特務機関がやったように見せかけたとしている。特別列車が爆破されたとき、張作霖の乗っていた車両の隣の客車にはソ連諜報員のイワン・ヴィナロフが乗車しており、事件現場の写真を撮ったとしており、中西は『諸君!』2006年6月号で『エイティンゴは、橋梁や線路の爆破ぐらいでは致命傷は与えられないから、自分たちが爆破に直接関係したと言って、客車の写真を撮って、それを自分の功績、証拠として、その壊れた客車の写真を自分の回顧録にわざわざ載せて、そして自分がやったんだとはっきり言っているんですね』と、写真はソ連工作員が直接撮影したとしている。
前述の田母神と親交があり彼の歴史観に影響を与えたといわれている元谷外志雄は『日本は東京裁判史観に苦しんでいるのです。「日本が侵略戦争を始めた」という嘘の歴史を基に、中国や韓国、アメリカが日本をいまだに貶めている』と述べている。プロホロフは、これにたいし「そうかもしれません。ただ、東から西への大規模な軍の移動というのは、ありませんでした。強兵で知られていた極東のソ連軍は、配備されたままでした」として、対日戦をせずに対独戦にソ連が勝利できたという元谷の主張に同意したほか、「東京裁判でも、日本人の実行者や命令者の証言があり、関東軍犯行説が定説化していったのです。しかし東京裁判でも、ニュールンベルグ裁判でも、ソ連は自国の国益のために、日本人を含む多くの証人に偽証をさせているのです。これらの裁判の証言を信用してはいけません」としている。なお彼は「物的証拠があるとすればロシア連邦大統領の古文書保管所にあるはずだと主張」している。
瀧澤は、「日本犯行説」の根拠としてよく引用される河本大作の「手記」と立野信之の小説『昭和軍閥』に関して疑問を呈しており、「なぜ中国の歴史家たちが学術論文の傍証に小説を引用するのか理解に苦しむ。」とし、立野宅には党員作家小林多喜二が隠れており逮捕されたこともあるように、立野とは「プロレタリア作家であり、このような人物が書いたものは「自虐史観」に囚われる可能性は十分に考えられる」としている。また河本大作の手記が世に出ると「日本犯行説」を当然のものとして疑わない多くの著者たちは、この「手記」をこぞって引用したが、しかしこれは河本の自筆ではなく、義弟で作家の平野零児が「私が河本の口述を基にして筆録したもの」と主張しているものであり、本当に口述を基としているのかの証拠もなく信頼性が低いもので、また平野は「中共」の収容所から帰国した人物で「マインド・コントロール」が解けないまま、特殊目的を持ってこの「手記」を記述したことも十分に考えられるとしている。そして著書『GRU帝国』について「出版されて間もない頃、筆者はたまたまモスクワの本屋で見つけ、おもしろいので一気に読み終えた。とりわけ張作霖爆殺の「ソ連犯行説」は興味深く読んだが、情報の出所が明示されていないのが気になり、他の裏付け情報が現れるのを待っていた。ところが、出版から五年以上たった今でも、なにも出てこないのである。ここが「ソ連犯行説」の最大の弱みなのだ。この「新説」はロシアの新聞や雑誌でも紹介されてはいるが、根拠となっているのはいつもコルパキヂ＝プロホロフ説なのである。」と批判しつつ、一方で「ソ連犯行説」も「日本犯行説」も、現段階では決定的説得力に欠けており、特に「日本犯行説」に数々の捏造疑惑があるのに反して、「ソ連犯行説」は、あと一つか二つのソ連側の資料が出てくれば決着し、これは時間の問題だとしている。

#### 疑問点の指摘
この説は「旧ソ連共産党や特務機関に保管されたこれまで未公開の秘密文書から判明した事実」として紹介されているが、『正論』2006年4月号のインタビュー記事のプロホロフの説明によると「従来未公開のソ連共産党や特務機関の秘密文書を根拠とする」ものではなく「ソ連時代に出版された軍指導部の追想録やインタビュー記事、ソ連崩壊後に公開された公文書などを総合し分析した結果から、張作霖の爆殺はソ連特務機関が行ったのはほぼ間違いない」としている。これについて「実行の様子の説明がない」と、インタビューした内藤泰郎産経新聞モスクワ支局長と解説を担当した藤岡信勝（拓殖大学教授・新しい歴史教科書をつくる会（以下、つくる会）会長）は指摘し、藤岡は以下の3つのシナリオが考えられるとした。
1. ソ連特務機関が関東軍のやったことを自分達がやったように報告した。
2. プロホロフの情報が真実で日本側のこれまでの記録、証言などがすべて作り話だった。
3. 河本大佐以下の関東軍軍人が丸ごとソ連特務機関に取り込まれ事件を起こした。

秦郁彦は「プロホロフが引用しているヴィナロフ撮影の写真なるものは未見なので評価しにくいが、爆破現場にかけつけたカメラマンによって撮影され新聞や雑誌に掲載したものは数多いので、そのコピーという可能性もある」としている。そのため、伊藤隆は、一応ソ連情報機関の内部資料は存在すると仮定した上で「私はエイティンゴンが自分の手柄にするために、報告書でもデッチ上げて書いたんじゃないかという印象を受けましたね」「私はやはり日本の軍部がやったと考えています」と主張している。
また、秦は「ソ連犯行説は西郷隆盛が西南戦争で死なず生き延びたたぐいの妄想に見える。プロホロフによる張作霖と日本およびソ連との事件直前の状況が、「張作霖爆殺はコミンテルンの仕業」と主張する人間たちを事実に基づかない妄言であり歴史を捏造するもの」（下記論稿を参照）と主張している。また田母神の一連の主張に対し田岡俊次との対談で張作霖事件も含めて「コミンテルンの陰謀論が四つも五つも出てくる。歴史上の出来事はすべて特定の人間や団体の陰謀によって起きたという「陰謀史観」を唱える人は少なくないが、ふつうは一つか二つしか出さないものなのに」「このソ連情報機関の資料というのは、元KGB職員だったプロホルフという若い作家が書いた本を指しているのだと思いますが、彼は文書資料によって書いたわけではない。メディアの取材にも「そういう話を聞いたことがある、というだけだ」と語っています。泡みたいな話ですよ」と主張している。また秦は保守言論誌『Will』 2009年2月号で反論『陰謀史観のトリックを暴く』を投稿し、中西のソ連犯行説を批判している。また前述の田母神の主張に影響を与えたと『週刊朝日』（朝日新聞出版）に指摘された元谷外志雄は、後述の会談の中で「河本が中華民国政府に収容所に入れられていた」などの事実ではない事を述べた。
『マオ 誰も知らなかった毛沢東』の日本語版の当該箇所は「張作霖爆殺事件は、一般的には日本軍が実行したとされているが、ソ連情報機関の資料から最近明らかになったところによると、実際にはスターリンの命令に基づいてナウム・エイティンゴン（のちにトロツキー暗殺に関与した人物）が計画し、日本軍の仕業に見せかけたものだという」であるが、英語による原文は"This assassination is generally attributed to the Japanese, but Russian intelligence sources have recently claimed that it was in fact organized, on Stalin’s orders, by the man later responsible for the death of Trotsky, Naum Etingon, and dressed up as the work of the Japanese"とあり、これでは「ロシアの情報源は最近主張している」となり、ロシア側に見せかけたという主張もあるとも受け取れる内容に過ぎないという指摘もある。
また、ソ連謀略説に立ちPHP新書から『謎解き「張作霖爆殺事件」』を出した加藤康男も、そもそもこれに関するロシア側の公式資料自体が出てきていないと述べている。
イギリスの極秘外交文書においてソ連犯行説が言及されていることについて、秦郁彦はその出典がアンソニー・ベストの『一九一四―一九四一年の英諜報とアジアにおける日本の挑戦』であると指摘。同書では「ソ連が主役」だとするMI12C（英陸軍情報部極東課）による1928年10月の報告書WO106/5750の引用に引き続いて、「暗殺は関東軍の一部によって遂行された」との駐日大使よりの報告FO371/13889について言及されているとしている。この記述をもとに秦は「誤った情報判断を修正したはずと想像していたが、予想通りだった」「中西は（後半の「ソ連が主役」だとするMI12Cの判断の過ちが修正されたとの記述を）見落としたのだろうか」と述べている。秦のこの批判に対して、中西の側からの再反論はなされていない。

また『正論』を含め、本説を補強する新たな証拠が発見されたとする記事がその後、掲載されたことはない。

### 「つくる会」の対応
2009年1月に実施された大学入試センター試験「日本史」で、出題文の中に「関東軍参謀河本大作らが、中国軍閥の一人である張作霖を、奉天郊外において爆殺した」と記述されていることについて、つくる会は「歴史学界でも異説があるところであり、設問として不適切」だと抗議した。センター側はこれに対して、「試験問題は、高等学校学習指導要領に基づく高等学校『日本史A』,『日本史B』の教科書に準拠し」たものであり、「貴殿から御指摘のあった設問についても同様であり、今般の出題は適切なものと考えている」と回答した。
この回答に対して「つくる会」は、高校の日本史教科書に載っている多くの事柄から、「異論が提起されている」問題をあえて選択した同センターの見識に疑義を呈し、また日本軍の「悪行」とされている問題のみを列挙するような設問の仕方は、偏向した歴史認識に基づくものであると言わざるを得ず、設問として相応しくないとの見解を発表した。
しかし、『史学雑誌』『歴史学研究』では「異説を唱えている」専門家は見当たらず、かつて「新しい歴史教科書をつくる会」に関わったことのある近代史家の伊藤隆・秦郁彦のいずれも「特務機関犯行説」を支持していない。「つくる会」側も「歴史学界で異説を誰が提起しているのか」を言及していない。
つくる会自身が編纂した中学校用歴史教科書である「改訂版　新しい歴史教科書」（扶桑社刊）及び「新版 新しい歴史教科書」においても、張作霖爆殺事件を「関東軍によるもの」と記載している。

## 歴史学者の対応
2025年現在、この説が通説を見直すに値する新説として歴史学の専門誌である『史学雑誌』『歴史学研究』で採り上げられたことはない。また、本説が日本で紹介されたあとに出版された、日本近代史の専門家による日本近代史概説書や、17世紀以降の満洲史の概説書、近代史における主要人物の満洲での活動を概観した著書などでもこの事件は通説通り関東軍河本大佐らの犯行であると断定した記述がされており、「ソ連特務機関犯行説」は言及されていない。
文部科学省検定済みの歴史教科書でも、本説に触れたものは存在していない。

## プロホロフと元谷外志雄の対談
ドミトリー・プロホロフは前述のように元谷と対談した際「1928年の張作霖の爆殺事件はソ連の特務機関の犯行だ」という、対談をしている。
それによれば、張作霖は白軍を支援しており、東清鉄道をめぐりソ連とは決定的に対立していたのが事件の動機であり、サルヌインだけではなく、他のソ連の工作員のエージェントも関東軍に入り込んでいたのは事実であり、日本軍に属していたエージェントが、サルヌインの指令を受けて、爆弾を仕掛けたと語った。また一度のみならず1926年9月には、サルヌインがブラコロフという実行者を使って、奉天の張作霖の宮殿で彼を爆殺する計画をたて、中国当局に発見されて失敗した未遂事件も語った。
この対談ではアパグループの元谷外志雄が、張作霖爆殺事件に関し、日本側における肯定論の根拠についてについてプロホロフと様々な意見交換を行っている。まず中西の主張したブルガリア人のイワン・ヴィナロフが同じ列車に乗っていたと説について、元谷は「（イワン・ヴィナロフの）『秘密戦の戦士』という自伝をブルガリアで出版しているのですが、その中には張作霖の隣の車両に乗っていて、事件直後に撮影したという写真が掲載されています。1920年に上海でゾルゲに会ったとも書いています。」と語ったところ、プロホロフは「それは初耳です。ヴィナロフの調査もかなり行ったのですが、彼が張作霖の事件に関与しているという資料はありませんでした。ヴィナロフはもともとブルガリア人で、事件当時中国にいたのは、確かなのですが」や「本のことも、ゾルゲのことも、初めて聞きます。ヴィナロフはサルヌインの一番大切な部下でしたから、爆殺しようとする人間の隣の車両に乗せるかどうか」とした。
元谷の「爆弾がどこに仕掛けられていたと思うか」との質問にプロホロフは「サルヌインの部下の安全を考えると爆弾は車内にあったと考えるべき」とした。元谷は「わずか300キロの黄色火薬ではそこまでの爆発は期待できません。橋脚に仕掛けたとすると、確実性が非常に低い手段をとったことになります。また線路の下で爆発したのであれば、車両は脱線しているはず。これらを考えると、私も車内に爆弾があったというのが、一番理に適っていると思います」と主張し、プロホロフもそれに同意した。
また同様に中西が主張していた英国情報機関がソ連特務機関の犯行と断定したという説について、元谷が「事件の直後ですが、イギリスの陸軍情報部極東課が本国に、「ソ連の工作だ」という報告をしたともいわれています。日本政府が「関東軍の仕業」と発表したので、改めて再調査をしたそうですが、それでも結論は「ソ連の工作」で変わらなかったというのですが」と尋ねたところ、プロホロフは「英語の資料は手に入らないので、その話の詳細は知りません」と語った。
プロホロフは「東京裁判でも、日本人の実行者や命令者の証言があり、関東軍犯行説が定説化していった」と語り、「しかし東京裁判でも、ニュールンベルグ裁判でも、ソ連は自国の国益のために、日本人を含む多くの証人に偽証をさせているのです。これらの裁判の証言を信用してはいけません。」と語り、それを受けて元谷は「東京裁判において張作霖爆殺は、河本大佐の指示によって行われたとされました。しかし裁判当時中国の太原収容所に収監されていた河本本人を、中国は出廷させていません。彼が本当に指示を出しているのなら、裁判で証言させた方が中国側に有利なはずです。この対応からも、私は謀略戦の匂いを感じます」と主張した。
プロホロフは一連の主張について「（ロシアでは）私が新聞や本で主張したこの説に対して、「間違っている」と反論をした人は一人もいないのです。」し、（GRUから）脅かされるなど、危険を感じたことはないという。
なお、元谷はプロホロフに対し「日本向けに日本に関する事件だけをまとめた本を書いてもらえないでしょうか？出版権を買って、翻訳して日本で本として出したいと思うのです。また、その本の中に、張作霖爆殺がソ連特務機関の犯行であることを示す具体的な証拠が入っていると、なお良いのですが」と、張作霖爆殺事件ソ連特務機関犯行説の日本語版出版を要請し、それを受けてプロホロフはさらにいろいろ調べてみたいと語った。ただし、プロホロフが実際にそのような本を執筆、出版されたことはこれまでのところない。また、元谷が「日本からの取材が一件というのを聞いて、がっかりしました。プロホロフさんは、この無関心さをどう思いますか？」の指摘に対し「日本でもロシアでも同じですが、どの国も認められた歴史を修正することに興味が薄いですね。国の安定を損なう感覚があるからでしょう。私も東京裁判の結果を見直すことに、何か意味があるとは思えません」と述べたり、元谷の「日本は東京裁判史観に苦しんでいるのです。「日本が侵略戦争を始めた」という嘘の歴史を基に、中国や韓国、アメリカが日本をいまだに貶めているのです。」の発言に対し、彼は「第二次世界大戦を日本が始めたということではないでしょう？あの大戦は、ヨーロッパで始まったものです。」とも述べている。